# Rai (Orne)
Rai település Franciaországban, Orne megyében. Lakosainak száma 1437 fő (2022. január 1.). Rai Saint-Symphorien-des-Bruyères, Aube, Beaufai, Écorcei és L’Aigle községekkel határos.

## Népesség
A település népességének változása:
| Lakosok száma | 1489 | 1453 | 1461 | 1425 | 1414 | 1406 | 1416 | 1427 | 1437 |
|               | 2013 | 2015 | 2016 | 2017 | 2018 | 2019 | 2020 | 2021 | 2022 |